# دانيال سارمينتو ميليا
دانيال سارمينتو ميليا (بالإسبانية: Daniel Sarmiento) مواليد 25 أغسطس 1983 في لاس بالماس دي غران كناريا، إسبانيا، هو لاعب كرة يد إسباني. يلعب حاليا مع نادي برشلونة لكرة اليد ويحمل الرقم 11. مثل منتخب إسبانيا لكرة اليد. شارك في دورة الألعاب الأولمبية الصيفية سنة 2012. حقق المركز الأول في بطولة العالم لكرة اليد للرجال 2013.

## سجل المنافسة
شارك في البطولات التالية:
- بطولة العالم لكرة اليد للرجال 2013
- بطولة أوروبا لكرة اليد للرجال 2012
- بطولة أوروبا لكرة اليد للرجال 2014
- الألعاب الأولمبية الصيفية 2012

## الميداليات
| الميدالية | المسابقة                           |
| --------- | ---------------------------------- |
| ذهبية     | بطولة العالم لكرة اليد للرجال 2013 |
| برونزية   | بطولة أوروبا لكرة اليد للرجال      |

## روابط خارجية
- دانيال سارمينتو ميليا على موقع الاتحاد الأوروبي لكرة اليد (الإنجليزية)
- دانيال سارمينتو ميليا على موقع الاتحاد الفرنسي لكرة اليد (الفرنسية)
- دانيال سارمينتو ميليا على موقع أوليمبيديا (الإنجليزية)